# Студийски манастир
Вижте пояснителната страница за други значения на Свети Йоан Кръстител.
Манастирът „Йоан Предтеча“ или Студийският манастир се намира на брега на Мраморно море в Истанбул срещу храма на Св. св. Константин и Елена до крепостните стени на Константинопол. Той е в руини, недействащ и съгласно плановете на турското правителство от 2013 г. ще се реставрира, но като джамия. 
Студийският манастир е най-важният и значим в историята на Константинопол, Новият Рим. Той е символа на тържеството на православието, а негов метох е манастира "Свети Полихрон" на отсрещния азиатски бряг на Мраморно море, в който метох е създадена първата славянска азбука – глаголицата. Основан от Флавий Студий, неговият манастир символизира прехода и приемствеността между античността и средновековието след основаването на Новия християнски Рим от Константин Велики.

## История
През 465 г. част от общността на акимитите (будните, а оттук етим. и "будители") се преместили в манастира. По време на иконоборството студийските монаси са известни с привързаността си към Православието, за което са изгонени от Константинопол от императора-иконоборец Константин V Копроним. Съпротивата срещу иконоборството е продължена от игумена им Сава (активен участник в Никейския събор през 787 г.) и неговия приемник Св. Теодор Студит. Тогава в манастира е разработена Хартата им наречена "Студио" (типик и оттук етим. и студирам и студия) приета впоследствие от Света Гора и всички останали православни монашески общности, братства и манастири по света.
В средата на IX век игуменът на манастира Николай се осмелил да спори с патриарх Фотий, за което бил заключен в килията си. Активен участник в религиозните спорове от 1053-1054 г., често приемани като решаващо събитие в историята за Великата източно-западна схизма, е сподвижникът на Симеон Нови Богослов – студийският монах Никита Стифат (или Пекторат), който осъжда използването на безквасен хляб (маца) за литургията и някои други обичаи на латинската католическа църква. 
След "великата схизма" трима студийски монаси завършват живота си като вселенски патриарси, а императорите Михаил V Калафат, Михаил VII Дука и Исак I Комнин приемат схима в Студийския манастир "Св. Йоан Предтеча".
Студийският манастир като най-ненавижданата православна светиня в Константинопол е жестоко опустошен след превземането на Константинопол от участниците в Четвъртия кръстоносен поход през 1204 г. През 1290 г. Студийският манастир е възстановен напълно от Константин Палеолог (син на Михаил VIII Палеолог).
След падането на Константинопол под властта на османците през 1453 г. Студийският манастир е запазен първо за конюшня за султанските коне, а постфактум е обърнат в джамия (по-известна като Имрахор) през 1486 г. от султан Баязид II. През 1792 г. Студийският манастир изгаря от пожар. През юни 1894 г. се срива в резултат от силното Истанбулско земетресение (1894), а през 1920 г. отново изгаря.
След разрушаването на манастира от земетресението през 1894 г. в сградата му е настанен Руският археологически институт в Константинопол (РАИК, който след болшевишката революция е влят в Османски музей) начело с Фьодор Успенски.